# Thecla dydimaon
Thecla dydimaon är en fjärilsart som beskrevs av Pieter Cramer 1777. Thecla dydimaon ingår i släktet Thecla och familjen juvelvingar. Inga underarter finns listade i Catalogue of Life.